# Lycodes mcallisteri
Lycodes mcallisteri és una espècie de peix de la família dels zoàrcids i de l'ordre dels perciformes.

## Morfologia
- Els mascles poden assolir 37,5 cm de longitud total i les femelles 23.
- Nombre de vèrtebres: 100-104.[4]

## Alimentació
Menja peixos.

## Hàbitat
És un peix marí i d'aigües profundes que viu entre 298-668 m de fondària.

## Distribució geogràfica
Es troba al Canadà.

## Costums
És de costums bentònics.

## Observacions
És inofensiu per als humans.